# Tanjong Dama
Tanjong Dama is een bestuurslaag in het regentschap Aceh Utara van de provincie Atjeh, Indonesië. Tanjong Dama telt 388 inwoners (volkstelling 2010).